# Haliclona magna
Haliclona magna är en svampdjursart som först beskrevs av Jean Vacelet 1969.  Haliclona magna ingår i släktet Haliclona och familjen Chalinidae. Inga underarter finns listade i Catalogue of Life.